# Mustelus ravidus
Mustelus ravidus — акула з роду Гладенька акула родини Куницеві акули. Інші назви «австралійська сіра гладенька акула», «австралійська сіра куницева акула».

## Опис
Загальна довжина становить 101 см. Голова помірного розміру. Морда загострена. Очі відносно великі, овальні, з мигальною перетинкою. За ними розташовані невеличкі бризкальця. Ніздрі з трикутними носовими клапанами. Рот невеликий, серпоподібний. На обох щелепах по 73-77 робочих зубів. Зуби дрібні, з 3 верхівками, з яких центральна довга, бокові — маленькі. Розташовані у декілька рядків. К неї 5 пар зябрових щілин. Тулуб подовжений, веретеноподібний, розширено у районі переднього спинного плавця і черева. Осьовий скелет складається з 90-91 хребців. Грудні плавці помірно невеликі. Має 2 спинних плавця, з яких передній більше за задній. Передній спинний плавець розташовано між грудними та черевними плавцями. задній починається перед анальним плавцем і закінчується навпроти нього. Черевні та анальний плавці маленькі. Хвіст вузький. Хвостовий плавець гетероцеркальний.
Забарвлення спини сіре або сіро-коричневе. Кінчик і задня крайка переднього спинного плавця білі, кінчики заднього спинного плавця та хвостового плавця темного забарвлення. Черево білуватого кольору.

## Спосіб життя
Тримається на глибині 100–300 м, на континентальному шельфі. Полює біля дна, є бентофагом. Живиться ракоподібними, невеличкими головоногими молюсками, дрібними костистими рибами.
Статева зрілість самиць настає при розмірах 83-84 см у віці 6 років. Це живородна акула. Здатність до народження зберігає до 18-24 років.
М'ясо їстівне та смачне. Є об'єктом місцевого рибальства.

## Розповсюдження
Мешкає біля північно-західного узбережжя Австралії.